# Джефф Вейн
Джеффрі «Джефф» Вейн (англ. Jeffry «Jeff» Wayne; 1 липня 1943, Форест Гіллс, Квінс, Нью-Йорк) — американський композитор, сценарист, продюсер, музикант.
Найбільше відоміший як автор рок-опери «Війна світів» — музичної адаптації за мотивами фантастичного роману «Війна світів» Герберта Уеллса.